# Roth-Steyr M1907

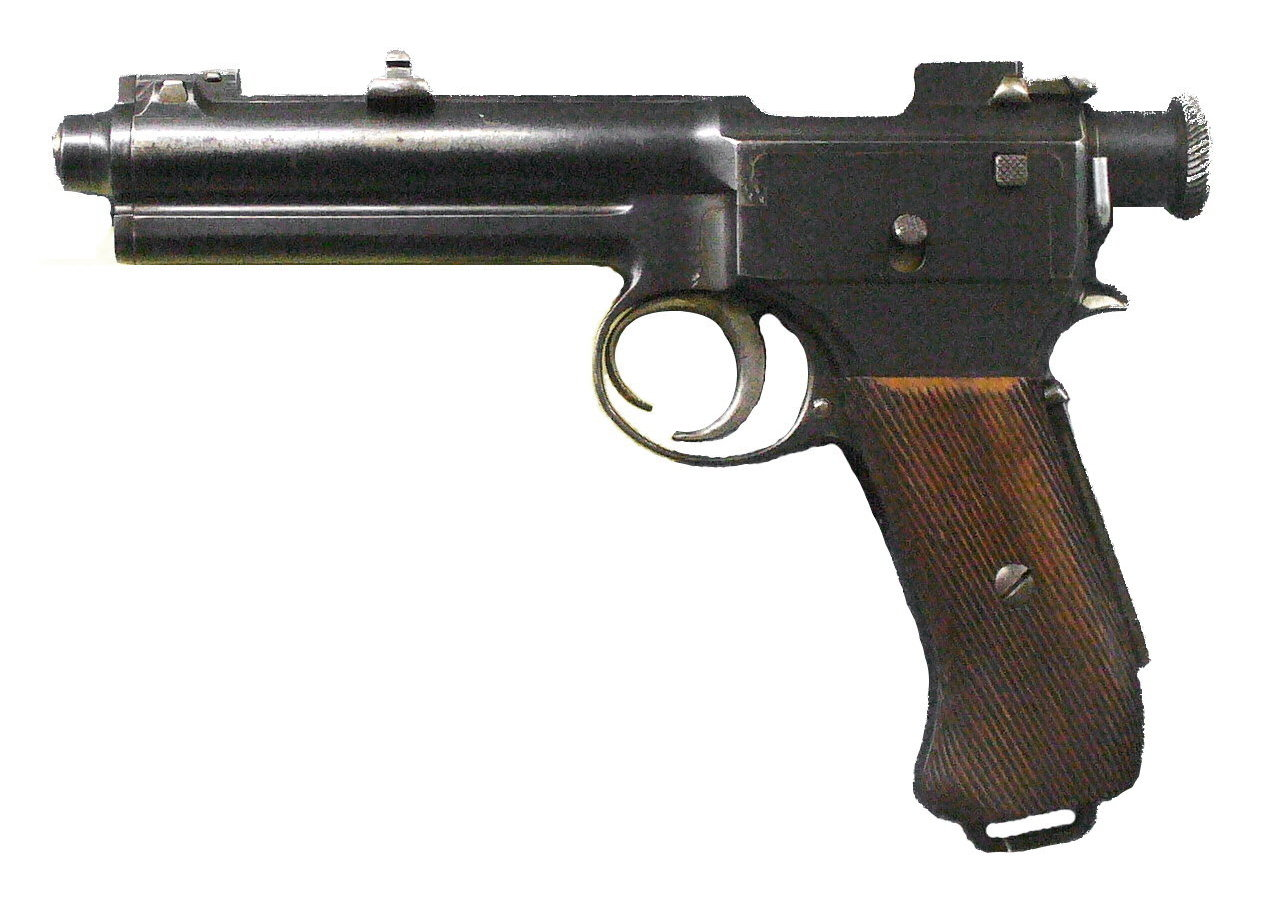
Dessin du Roth-Steyr, 1907

Le pistolet Roth Steyr 1907 fut le pistolet règlementaire de la cavalerie austro-hongroise durant la Grande Guerre.

## Mécanisme
Cette arme de poing autrichienne est issue des travaux de Karel Krnka mais les brevets furent déposés par la firme viennoise Georg Roth AG qui l’employait alors.
Fonctionnant par court recul du canon et verrouillage rotatif, ce PA tire en double action seulement. Son mécanisme provoquant une détente dure fut repris et amélioré sur le Glock 17. Sa munition lui est spécifique. Enfin, il possède un magasin et non un boitier-chargeur. Les organes de visée sont fixes. Les plaquettes de crosse sont en bois quadrillé et celle-ci est droite et terminée par un anneau de dragonne.

## Production et diffusion
La production dura de 1904 à 1914 et représenta environ 90 000 armes fabriquées par l’OEWG à Steyr et par FÉG à Budapest. Après l’éclatement de l’Autriche-Hongrie, cette arme se retrouva en Yougoslavie. Certains exemplaires furent utilisés durant la Seconde Guerre mondiale.

## Données numériques
- Munition : 8mm Roth Steyr
- Magasin : 10 cartouches
- Canon
  - longueur : 13 cm
  - rayures : 4 à droite
- Longueur : 233 mm
- Masse de l’arme vide : 1,03 kg environ